# Xoops
Xoops (eigene Schreibweise: XOOPS) ist eine freie Portal-Software, die viele Elemente eines Web-Content-Management-Systems (CMS) beinhaltet. Xoops entstand als Abspaltung von PHP-Nuke und basiert wie dieses auf der Programmiersprache PHP sowie dem Datenbankmanagementsystem MySQL und unterliegt der GNU General Public License.

## Geschichte
Xoops wurde vom Japaner Ono Kazumi (Onokazu) gegründet. Die Entwicklung des Systems begann im Jahr 2001; Version 1.0 (Release Candidate 1) wurde am 1. Januar 2002 veröffentlicht. Seit 2007 ist der Chinese Taiwen Jiang für das Projekt hauptverantwortlich.
Xoops wurde in verschiedenen Magazinen und Portalen als CMS und Portalsystem empfohlen. Der Edge-Newsletter von Adobe Inc. beispielsweise bewertet in seiner Ausgabe vom April 2008 die drei Systeme Drupal, Joomla und Xoops als ideal zum Aufbau von E-Commerce-Seiten. In den vom britischen Verlag Packt jährlich ausgeschriebenen Open Source CMS Awards erreicht Xoops regelmäßig eine der fünf obersten Platzierungen.
Xoops nahm mehrmals erfolgreich an asiatischen Open-Source-Wettbewerben teil und gewann 2009 den großen Preis der Open Source Software Challenge in Korea.

## Beschreibung
Die Bezeichnung Xoops steht für eXtensible Object Oriented Portal System, Englisch für „erweiterbares, objektorientiertes Portalsystem“. Mit Xoops lassen sich komplexe Websites einfach verwalten. Das Grundsystem selbst bietet ein mit Modulen skalierbares Framework mit Mehrbenutzerverwaltung. Design und Layout können über die integrierte Template-Engine Smarty oder mit bereits verfügbaren Layoutvorlagen angepasst werden. Haupteinsatzbereich von Xoops sind Online-Communitys; Xoops kann jedoch auch die Anforderungen an ein klassisches Content-Management-System erfüllen. Xoops ist nicht direkt für Webdesigner optimiert. Zwar verwendet Xoops eine Template-Engine, mit der prinzipiell alles angepasst werden kann, jedoch existieren nur wenige herausragende vorgefertigte Layoutvorlagen für Xoops.
Xoops lässt sich durch sogenannte Module um weitere Funktionen wie beispielsweise Gästebücher, Foren, Wikis und vieles mehr erweitern. Mit der Einführung der Version 2.3 wurden die beiden Versionen 2.0 und 2.2 wieder zu einer Version vereint. Durch die Umstellung auf UTF-8 sind jedoch noch nicht alle Module umgestellt bzw. angepasst worden.

## Abspaltungen
Xoops startete als Abspaltung von PHP-Nuke und brachte selbst wiederum Abspaltungen hervor, unter anderem:
- ImpressCMS[5]
- XoopsCube[6]